# Evolutio
Evolutio es el tercer disco en estudio de la banda de metal venezolana Candy 66 lanzado al mercado en 2009.

## Lista de canciones
1. - Monstruo
2. - Veneno
3. - Madgica
4. - Vivimos Por Vivir
5. - Camino de una vez
6. - Somos Otros
7. - Hombres de Cartón
8. - Resurrección
9. - Yankee
10. - Canción Sin Nombre
11. - 100 Caras y una Muerte
12. - En su honor